# Seznam původních dřevin v Česku
Seznam původních dřevin v Česku obsahuje druhy dřevin, které jsou na území Česka původními druhy (autochtonními druhy). Uvedené druhy mohou být původní jen na části území (např. modřín opadavý) nebo na několika lokalitách (např. bříza ojcovská, jeřáb krasový). Seznam vychází ze Seznamu domácích druhů dřevin (stromů, keřů, polokeřů, keříků a lián) zveřejněném v publikaci Metodické postupy projektování lokálního ÚSES a připraveném podle 1. až 6. dílu kompedia Květena České republiky nakladatelství Academia. Seznam je rozdělen na stromy, keře až stromy, keře, keříky, liány a polokeře. Pokud je v Česku původní jen konkrétní poddruh nebo pokud byl současný poddruh dříve považovaný za samostatný druh, jsou uvedeny i poddruhy. U jednotlivých druhů a poddruhů seznam uvádí český název a jeho synonyma včetně nejčastějších lidových názvů, vědecký název v latině a zkratku. Názvy odpovídají taxonomickému systému použitému v encyklopedii BioLib.
Na základě dalších zdrojů byla do seznamu zařazena lípa obecná:789 a bříza skalní:680. Některé starší zdroje považovaly dub balkánský za původní druh,:759 novější zdroje jej uvádějí jako zavlečený druh a proto není do seznamu zařazen.

## Stromy
| Český název                | Česká synonyma                                                        | Latinský název                  | Zkratka |
| -------------------------- | --------------------------------------------------------------------- | ------------------------------- | ------- |
| borovice lesní             | sosna                                                                 | Pinus sylvestris                | bo      |
| borovice pyrenejská blatka | borovice blatka, blatka bažinná, borovice rašelinná, borovice slaťová | Pinus uncinata subsp. uliginosa | bl      |
| bříza bělokorá             | bříza bílá, bříza bradavičnatá                                        | Betula pendula                  | bř      |
| bříza bělokorá tmavá       | bříza tmavá                                                           | Betula pendula var. obscura     | břtm    |
| bříza ojcovská             |                                                                       | Betula oycoviensis              | břo     |
| bříza pýřitá               |                                                                       | Betula pubescens                | břp     |
| buk lesní                  |                                                                       | Fagus sylvatica                 | bk      |
| dub cer                    | dub rakouský, dub slovenský                                           | Quercus cerris                  | cer     |
| dub jadranský              |                                                                       | Quercus virgiliana              | dbj     |
| dub letní                  | křemelák, letňák                                                      | Quercus robur                   | dbl     |
| dub mnohoplodý             |                                                                       | Quercus polycarpa               | dbm     |
| dub pýřitý                 | šípák, šipák                                                          | Quercus pubescens               | dbp     |
| dub zimní                  | drnák, zimák                                                          | Quercus petraea                 | dbz     |
| dub žlutavý                |                                                                       | Quercus dalechampii             | dbž     |
| habr obecný                |                                                                       | Carpinus betulus                | hb      |
| hrušeň polnička            | hrušeň planá                                                          | Pyrus pyraster                  | hr      |
| jabloň lesní               |                                                                       | Malus sylvestris                | jab     |
| jasan úzkolistý            |                                                                       | Fraxinus angustifolia           | jsú     |
| jasan ztepilý              |                                                                       | Fraxinus excelsior              | js      |
| javor babyka               | javor polní                                                           | Acer campestre                  | jvb     |
| javor klen                 | javor horský                                                          | Acer pseudoplatanus             | jvk     |
| javor mléč                 | javor Dieckův, javor mléčný                                           | Acer platanoides                | jvm     |
| jedle bělokorá             |                                                                       | Abies alba                      | jd      |
| jeřáb břek                 |                                                                       | Sorbus torminalis               | břek    |
| jeřáb oskeruše             | oskoruše                                                              | Sorbus domestica                | osk     |
| jeřáb ptačí                | jeřáb obecný, jeřabina                                                | Sorbus aucuparia                | jř      |
| jeřáb ptačí sladkoplodý    | jeřáb sladkoplodý                                                     | Sorbus aucuparia cv. Edulis     | jřsl    |
| jilm habrolistý            | jilm ladní, jilm polní                                                | Ulmus minor                     | jlp     |
| jilm drsný                 | jilm horský, jilm lysý                                                | Ulmus glabra                    | jlh     |
| jilm vaz                   |                                                                       | Ulmus laevis                    | jlv     |
| lípa srdčitá               | lípa malolistá                                                        | Tilia cordata                   | lpm     |
| lípa obecná                | lípa evropská                                                         | Tilia × vulgaris                |         |
| lípa velkolistá            | lípa širolistá, lípa širokolistá                                      | Tilia platyphyllos              | lpv     |
| modřín opadavý             | modřín evropský                                                       | Larix decidua                   | md      |
| olše lepkavá               |                                                                       | Alnus glutinosa                 | oll     |
| olše šedá                  |                                                                       | Alnus incana                    | olš     |
| smrk ztepilý               |                                                                       | Picea abies                     | sm      |
| střemcha obecná pravá      | střemcha obecná evropská                                              | Prunus padus subsp. padus       | stř     |
| tis červený                |                                                                       | Taxus baccata                   | tis     |
| topol bílý                 | linda                                                                 | Populus alba                    | tpb     |
| topol černý                |                                                                       | Populus nigra                   | tpč     |
| topol osika                | osika                                                                 | Populus tremula                 | tpos    |
| topol šedý                 |                                                                       | Populus × canescens             | tpš     |
| třešeň ptačí               | třešeň obecná, třešeň ptáčnice, ptáčnice, třešeň ptačinka             | Cerasus avium                   | tř      |
| vrba bílá                  | vrba hlavatá                                                          | Salix alba                      | vr      |
| vrba červenavá             |                                                                       | Salix × rubra                   | vrč     |
| vrba jíva                  |                                                                       | Salix caprea                    | jíva    |
| vrba křehká                |                                                                       | Salix euxina                    | vrkř    |
| vrba lýkovcová             |                                                                       | Salix daphnoides                | vrlý    |
| vrba Meyerova              |                                                                       | Salix × meyeriana               | vrm     |
| vrba pětimužná             |                                                                       | Salix pentandra                 | vr5m    |

## Keře až stromy
| Český název          | Česká synonyma                                              | Latinský název                     | Zkratka |
| -------------------- | ----------------------------------------------------------- | ---------------------------------- | ------- |
| bez černý            | bezinky, kozičky, psí bez, smradinky, smradlavý bez         | Sambucus nigra                     | bzč     |
| brslen evropský      |                                                             | Euonymus europaeus                 | eueu    |
| bříza skalní         |                                                             | Betula petraea                     |         |
| dřín jarní           | dřín obecný, svída dřín, dřín                               | Cornus mas                         | dřín    |
| hloh jednosemenný    | hloh jednoblizný                                            | Crataegus monogyna                 | hlj     |
| hloh křivokališný    | hloh podhorský                                              | Crataegus praemonticola            | hlpo    |
| hloh obecný          | hloh dvousemenný, hloh ostrotrnný, hložek, hložinky, pluháč | Crataegus laevigata                | hlo     |
| hloh prostřední      |                                                             | Crataegus × media                  | hlp     |
| hloh tuholistý       |                                                             | Crataegus × fallacina              | hlt     |
| jalovec obecný pravý |                                                             | Juniperus communis subsp. communis | jal     |
| jeřáb český          |                                                             | Sorbus bohemica                    | jřč     |
| jeřáb dunajský       |                                                             | Sorbus danubialis                  | jřd     |
| jeřáb krasový        |                                                             | Sorbus eximia                      | jřk     |
| jeřáb muk            | muk                                                         | Sorbus aria                        | muk     |
| krušina olšová       | bluva, čeremcha, krupina, psí jahůdka                       | Frangula alnus                     | kruš    |
| mahalebka obecná     | slivoň mahalebka, třešeň mahalebka, višeň turecká           | Prunus mahaleb                     | mah     |
| řešetlák počistivý   |                                                             | Rhamnus cathartica                 | řešetl  |
| vrba pajívová        |                                                             | Salix × subcaprea                  | vrpj    |

## Keře
| Český název                  | Česká synonyma                                                               | Latinský název                    | Zkratka    |
| ---------------------------- | ---------------------------------------------------------------------------- | --------------------------------- | ---------- |
| bez červený                  | bez hroznatý                                                                 | Sambucus racemosa                 | bzh        |
| borovice kleč                | borovice horská, kleč horská, kosodřevina                                    | Pinus mugo                        | kleč       |
| brslen bradavičnatý          |                                                                              | Euonymus verrucosus               | euver      |
| bříza karpatská              |                                                                              | Betula carpatica                  | břk        |
| bříza nízká                  |                                                                              | Betula humilis                    | břh        |
| bříza trpasličí              | bříza zakrslá                                                                | Betula nana                       | břtr       |
| čilimníček bílý              | čilimník bílý                                                                | Chamaecytisus albus               | cytalb     |
| čilimníček nízký             | čilimník nízký, čilimník srstnatý                                            | Chamaecytisus supinus             | cytsup     |
| čilimníček rakouský          | čilimník rakouský                                                            | Chamaecytisus austriacus          | cytaustr   |
| čilimníček řezenský          | čilimník řezenský                                                            | Chamaecytisus ratisbonensis       | cytrat     |
| čilimníček zelenavý          | čilimník zelenavý                                                            | Chamaecytisus virescens           | cytvir     |
| čilimník černající           | čilimníkovec černající                                                       | Cytisus nigricans                 | cytnig     |
| čilimník poléhavý            | kručinkovec poléhavý                                                         | Cytisus procumbens                | corproc    |
| dřišťál obecný               | dřišťál dráč                                                                 | Berberis vulgaris                 | dřš        |
| hloh kališný                 |                                                                              | Crataegus × calycina              | hlk        |
| hloh Lindmanův               | hloh přímokališný                                                            | Crataegus lindmanii               | hlpř       |
| hloh velkoplodý              |                                                                              | Crataegus × macrocarpa            | hlv        |
| jalovec obecný nízký         |                                                                              | Juniperus communis var. saxatilis | jals       |
| janovec metlatý              | čilimník metlatý, janovec obecný                                             | Cytisus scoparius                 | jan        |
| jeřáb sudetský               | jeřáb krkonošský                                                             | Sorbus sudetica                   | jřs        |
| jmelí bílé borovicové        | jmelí jehličnanové,                                                          | Viscum album subsp. austriacum    | jmb        |
| jmelí bílé pravé             |                                                                              | Viscum album subsp. album         | jmp        |
| jmelí bílé jedlové           |                                                                              | Viscum album subsp. abietis       | jmj        |
| kalina obecná                | kalina planá                                                                 | Viburnum opulus                   | kal        |
| kalina tušalaj               | kalina chlupatá                                                              | Viburnum lantana                  | tuš        |
| klokoč zpeřený               |                                                                              | Staphylea pinnata                 | klok       |
| kručinka barvířská           |                                                                              | Genista tinctoria                 | gentinc    |
| kručinka chlupatá            |                                                                              | Genista pilosa                    | genpil     |
| kručinka německá             |                                                                              | Genista germanica                 | genger     |
| olše zelená                  | křestice zelená, olšička zelená, olšovka zelená                              | Alnus alnobetula                  | olz        |
| líska obecná                 |                                                                              | Corylus avellana                  | líska      |
| lýkovec jedovatý             |                                                                              | Daphne mezereum                   | dafne      |
| mandloň nízká                |                                                                              | Prunus tenella                    | mandl      |
| meruzalka alpínská           | meruzalka alpská, meruzalka horská, rybíz alpínský                           | Ribes alpinum                     | rba        |
| ochmet evropský              |                                                                              | Loranthus europaeus               | och        |
| ostružiník barrandienský     |                                                                              | Rubus barrandienicus              | rubar      |
| ostružiník bavorský          |                                                                              | Rubus bavaricus                   | rubav      |
| ostružiník běloplstnatý      |                                                                              | Rubus montanus                    | rubmont    |
| ostružiník blýskavý          | ostružiník třpytivý                                                          | Rubus micans                      | rubmic     |
| ostružiník bradavkatý        |                                                                              | Rubus hadracanthos                | rubhadr    |
| ostružiník brázditý          |                                                                              | Rubus sulcatus                    | rubsulc    |
| ostružiník brdský            |                                                                              | Rubus brdensis                    | rubrd      |
| ostružiník brvitý            |                                                                              | Rubus camptostachys               | rubcampt   |
| ostružiník červenožlázkatý   | ostružiník Güntherův                                                         | Rubus guentheri                   | rubguent   |
| ostružiník český             |                                                                              | Rubus bohemiicola                 | ruboh      |
| ostružiník drobnolistý       | ostružiník solnohradský                                                      | Rubus salisburgensis              | rubsal     |
| ostružiník drobný            |                                                                              | Rubus thelybatos                  | rubtel     |
| ostružiník drsný             |                                                                              | Rubus scaber                      | rubscab    |
| ostružiník dřípený           |                                                                              | Rubus laciniatus                  | rublac     |
| ostružiník dvojbarevný       |                                                                              | Rubus bifrons                     | rubifr     |
| ostružiník džbánský          |                                                                              | Rubus josefianus                  | rubjos     |
| ostružiník eliptický         |                                                                              | Rubus henrici-egonis              | rubhenr    |
| ostružiník gótský            |                                                                              | Rubus gothicus                    | rubgot     |
| ostružiník hajní             |                                                                              | Rubus nemorosus                   | rubnemoros |
| ostružiník hercynský         | ostružiník harcký                                                            | Rubus hercynicus                  | rubherc    |
| ostružiník hlivický          |                                                                              | Rubus gliviciensis                | rubgliv    |
| ostružiník hojnokvětý        |                                                                              | Rubus geminatus                   | rubgem     |
| ostružiník hruboostný        |                                                                              | Rubus praecox                     | rubprec    |
| ostružiník huňatý            |                                                                              | Rubus gracilis                    | rubgrac    |
| ostružiník hustochlupý       | ostružiník oděný                                                             | Rubus vestitus                    | rubvest    |
| ostružiník hustoostný        | ostružiník ostnitý                                                           | Rubus senticosus                  | rubsent    |
| ostružiník chloupkatý        |                                                                              | Rubus elatior                     | rubel      |
| ostružiník jehlancovitý      |                                                                              | Rubus pyramidalis                 | rubpyr     |
| ostružiník jemnozubý         |                                                                              | Rubus fabrimontanus               | rubfabr    |
| ostružiník jemný             |                                                                              | Rubus chaerophyllus               | rubcher    |
| ostružiník ježiník           | ostružiník sivý                                                              | Rubus caesius                     | rubces     |
| ostružiník jihomoravský      |                                                                              | Rubus austromoravicus             | rubaustr   |
| ostružiník kadeřavolistý     |                                                                              | Rubus crispomarginatus            | rubcrisp   |
| ostružiník kokořínský        |                                                                              | Rubus vratnensis                  | rubvrat    |
| ostružiník krátkožlázkatý    | ostružiník hrubý                                                             | Rubus rudis                       | rubrud     |
| ostružiník latnatý           |                                                                              | Rubus grabowskii                  | rubgrab    |
| ostružiník lemový            | ostružiník výslunný                                                          | Rubus apricus                     | rubapr     |
| ostružiník lichosvazečkovitý |                                                                              | Rubus scabrosus                   | rubfasc    |
| ostružiník lichozřasený      |                                                                              | Rubus bertramii                   | rubetr     |
| ostružiník lužický           |                                                                              | Rubus lusaticus                   | rublus     |
| ostružiník maliník           | maliník obecný, červená malina, malina, maliní, maliník, ostružiník malinový | Rubus idaeus                      | rui        |
| ostružiník maliníkovitý      |                                                                              | Rubus × idaeoides                 | rubpseud   |
| ostružiník měkký             |                                                                              | Rubus mollis                      | rubmol     |
| ostružiník modrozelený       |                                                                              | Rubus lividus                     | rubliv     |
| ostružiník německý           |                                                                              | Rubus dethardingii                | rubdet     |
| ostružiník nicí              | ostružiník Schleicherův                                                      | Rubus schleicheri                 | rubšl      |
| ostružiník okrouhlolistý     |                                                                              | Rubus nemoralis                   | rubnem     |
| ostružiník pichlavý          | ostružiník Koehlerův, ostružiník Köhlerův                                    | Rubus koehleri                    | rubkel     |
| ostružiník pošumavský        |                                                                              | Rubus epipsilos                   | rubep      |
| ostružiník přícestní         |                                                                              | Rubus dollnensis                  | rubdol     |
| ostružiník přímolatý         |                                                                              | Rubus orthostachys                | rubort     |
| ostružiník rozkladitý        |                                                                              | Rubus divaricatus                 | rubdiv     |
| ostružiník rumištní          |                                                                              | Rubus franconicus                 | rubfr      |
| ostružiník řasnatý           | ostružiník křovitý, ostružiník zřasený                                       | Rubus plicatus                    | rubplic    |
| ostružiník sametový          |                                                                              | Rubus graecensis                  | rubgrec    |
| ostružiník sivofialový       | ostružiník Wimmerův                                                          | Rubus wimmerianus                 | rubwim     |
| ostružiník slezský           |                                                                              | Rubus silesiacus                  | rubsil     |
| ostružiník srstnatý          |                                                                              | Rubus hirtus                      | ruh        |
| ostružiník statný            |                                                                              | Rubus perrobustus                 | rubper     |
| ostružiník stažený           |                                                                              | Rubus constrictus                 | rubcon     |
| ostružiník struhákový        | ostružiník struhák                                                           | Rubus radula                      | rubrad     |
| ostružiník středočeský       |                                                                              | Rubus centrobohemicus             | rubcentr   |
| ostružiník svazečkovitý      |                                                                              | Rubus fasciculatus                | rubfascic  |
| ostružiník svraskalý         |                                                                              | Rubus barberi                     | rubarb     |
| ostružiník šedavý            | ostružiník Lloydův                                                           | Rubus canescens                   | rubcan     |
| ostružiník šídloostný        |                                                                              | Rubus acanthodes                  | rubac      |
| ostružiník tenkovětvý        | ostružiník Sprengelův                                                        | Rubus sprengelii                  | rubspreng  |
| ostružiník tmavofialový      |                                                                              | Rubus tabanimontanus              | rubtab     |
| ostružiník tmavozelený       |                                                                              | Rubus clusii                      | rubclus    |
| ostružiník úzkolatý          |                                                                              | Rubus angustipaniculatus          | rubang     |
| ostružiník velkolistý        |                                                                              | Rubus macrophyllus                | rubmacr    |
| ostružiník vzpřímený         |                                                                              | Rubus nessensis                   | rubnes     |
| ostružiník žláznatý          |                                                                              | Rubus pedemontanus                | rubped     |
| ptačí zob obecný             |                                                                              | Ligustrum vulgare                 | ptzob      |
| rojovník bahenní             |                                                                              | Rhododendron tomentosum           | ledum      |
| růže bedrníkolistá           |                                                                              | Rosa spinosissima                 | ržb        |
| růže galská                  | růže francouzská, růže keltská, růže nízká, růže provensálská                | Rosa gallica                      | ržg        |
| růže Jundzillova             | růže drsnolistá                                                              | Rosa marginata                    | ržj        |
| růže májová                  | růže skořicová                                                               | Rosa cinnamomea                   | ržm        |
| růže malokvětá               |                                                                              | Rosa micrantha                    | ržml       |
| růže oválnolistá             | růže eliptická                                                               | Rosa inodora                      | ržo        |
| růže plstnatá                |                                                                              | Rosa tomentosa                    | ržp        |
| růže podhorská               |                                                                              | Rosa dumalis                      | ržph       |
| růže polní                   |                                                                              | Rosa agrestis                     | ržpo       |
| růže převislá                | růže alpská                                                                  | Rosa pendulina                    | rža        |
| růže rolní                   | růže plazivá, růže polní                                                     | Rosa arvensis                     | ržpl       |
| růže Sherardova              | růže přehlédnutá, růže přehlížená                                            | Rosa sherardii                    | ržsh       |
| růže sivá                    | růže červenolistá                                                            | Rosa glauca                       | ržg        |
| růže šípková                 | divoká růže, planá růže, šípek, trnová růže                                  | Rosa canina                       | rž         |
| růže vinná                   |                                                                              | Rosa rubiginosa                   | ržv        |
| rybíz černý                  | meruzalka černá                                                              | Ribes nigrum                      | rbč        |
| rybíz skalní                 | meruzalka skalní                                                             | Ribes petraeum                    | rbs        |
| skalník celokrajný           | skalník obecný                                                               | Cotoneaster integerrimus          | skc        |
| skalník černoplodý           |                                                                              | Cotoneaster laxiflorus            | skč        |
| srstka angrešt               | meruzalka srstka, srstka obecná, angrešt, chlupáč                            | Ribes uva-crispa                  | srs        |
| svída krvavá pravá           |                                                                              | Cornus sanguinea subsp. sanguinea | svída      |
| svída krvavá jižní           | svída jižní                                                                  | Cornus sanguinea subsp. australis | svj        |
| střemcha obecná skalní       |                                                                              | Prunus padus subsp. borealis      | střs       |
| tavolník vrbolistý           |                                                                              | Spiraea salicifolia               | tavr       |
| trnka obecná                 | slivoň trnitá, slivoň trnka, slíva trnka, trní, trnka, trnky                 | Prunus spinosa                    | trn        |
| třešeň křovitá               | višeň křovitá                                                                | Prunus fruticosa                  | všk        |
| vrba borůvkovitá             |                                                                              | Salix myrtilloides                | vrbo       |
| vrba černající               |                                                                              | Salix myrsinifolia                | vrčr       |
| vrba červená                 |                                                                              | Salix × rubra                     | vrče       |
| vrba dvoubarvá               |                                                                              | Salix bicolor                     | vrd        |
| vrba hrotolistá              | vrba šípová, vrba šípovitá                                                   | Salix hastata                     | vrh        |
| vrba košíkářská              |                                                                              | Salix viminalis                   | vrko       |
| vrba laponská                |                                                                              | Salix lapponum                    | vrla       |
| vrba nachová                 |                                                                              | Salix purpurea                    | vrn        |
| vrba plazivá                 |                                                                              | Salix repens                      | vrpl       |
| vrba popelavá                |                                                                              | Salix cinerea                     | vrpo       |
| vrba popelavá × vrba ušatá   | vrba mnohožilná                                                              | Salix × multinervis               | vrmn       |
| vrba rozmarýnolistá          |                                                                              | Salix rosmarinifolia              | vrr        |
| vrba slezská                 |                                                                              | Salix silesiaca                   | vrs        |
| vrba slezská × vrba ušatá    | vrba paušatá                                                                 | Salix × subaurita                 | vrpu       |
| vrba šedá                    | vrba hlošinovitá, vrba šedivá                                                | Salix eleagnos                    | vrše       |
| vrba trojmužná               |                                                                              | Salix triandra                    | vr3m       |
| vrba ušatá                   |                                                                              | Salix aurita                      | vruš       |
| vrba velkolistá              |                                                                              | Salix appendiculata               | vrv        |
| zimolez černý                |                                                                              | Lonicera nigra                    | lonig      |
| zimolez obecný               | zimolez pýřitý                                                               | Lonicera xylosteum                | lonxyl     |
| židoviník německý            | židoviník štěrkovištní                                                       | Myricaria germanica               | žid        |

## Keříky
| Český název        | Česká synonyma                    | Latinský název          | Zkratka   |
| ------------------ | --------------------------------- | ----------------------- | --------- |
| brusnice borůvka   | borůvka černá                     | Vaccinium myrtillus     | my        |
| brusnice brusinka  | brusinka obecná                   | Rhodococcum vitis-idaea | vitid     |
| brusnice vlochyně  | vlochyně bahenní, borůvka bažinná | Vaccinium uliginosum    | vaculig   |
| čičorka pochvatá   |                                   | Coronilla vaginalis     | coronvag  |
| klikva bahenní     | klikva žoravina                   | Vaccinium oxycoccos     | oxyc      |
| klikva maloplodá   |                                   | Vaccinium microcarpum   | oxmicr    |
| kyhanka sivolistá  |                                   | Andromeda polifolia     | androm    |
| lýkovec vonný      |                                   | Daphne cneorum          | dafnec    |
| medvědice lékařská |                                   | Arctostaphylos uva-ursi | arctostaf |
| šicha černá        |                                   | Empetrum nigrum         | emp       |
| šicha oboupohlavná |                                   | Empetrum hermaphroditum | empetr    |
| vrba bylinná       |                                   | Salix herbacea          | vrby      |
| vřes obecný        |                                   | Calluna vulgaris        | caluna    |
| vřesovec čtyřřadý  | vřesovec ladní                    | Erica tetralix          | ertetr    |
| vřesovec pleťový   | vřesovec bylinný, vřesovec masový | Erica carnea            | erica     |
| zimozel severní    |                                   | Linnaea borealis        |           |

## Liány
| Český název       | Česká synonyma | Latinský název                   | Zkratka |
| ----------------- | -------------- | -------------------------------- | ------- |
| břečťan popínavý  |                | Hedera helix                     | hedera  |
| plamének plotní   |                | Clematis vitalba                 | clemvit |
| réva vinná lesní  | réva lesní     | Vitis vinifera subsp. sylvestris | vitsylv |
| zimolez kozí list |                | Lonicera caprifolium             | loncapr |

## Polokeře
| Český název                   | Česká synonyma                                              | Latinský název                                | Zkratka   |
| ----------------------------- | ----------------------------------------------------------- | --------------------------------------------- | --------- |
| barvínek menší                | brčál barvínek, brčál menší                                 | Vinca minor                                   | vinca     |
| bílojetel bylinný             |                                                             | Dorycnium herbaceum                           | dorycpent |
| bílojetel německý             |                                                             | Dorycnium germanicum                          | dorycger  |
| devaterka poléhavá            | devaterka rozprostřená                                      | Fumana procumbens                             | fumana    |
| devaterník skalní             | devaterníček skalní                                         | Helianthemum rupifragum                       | rhodrup   |
| devaterník šedý               | devaterníček šedý                                           | Helianthemum canum                            | rhodcan   |
| devaterník velkokvětý pravý   | devaterník penízkovitý velkokvětý                           | Helianthemum grandiflorum subsp. grandiflorum | helgr     |
| devaterník velkokvětý tmavý   |                                                             | Helianthemum grandiflorum subsp. obscurum     | helob     |
| kručinka křídlatá             | kručinečka křídlatá                                         | Genistella sagittalis                         | gensag    |
| lilek potměchuť               |                                                             | Solanum dulcamara                             | solanduc  |
| mateřídouška časná            |                                                             | Thymus praecox                                | thympraec |
| mateřídouška olysalá          |                                                             | Thymus glabrescens                            | thymglab  |
| mateřídouška ozdobná sudetská | mateřídouška karpatská                                      | Thymus pulcherrimus subsp. sudeticus          | thymcarp  |
| mateřídouška panonská         | mateřídouška Kosteleckého, mateřídouška Marschallova        | Thymus pannonicus                             | thymkost  |
| mateřídouška úzkolistá        |                                                             | Thymus serpyllum                              | thymang   |
| ožanka kalamandra             |                                                             | Teucrium chamaedrys                           | teucr     |
| ožanka horská                 | ožanka chlumní, ožanka skalní                               | Teucrium montanum                             | teucrmont |
| pelyněk ladní                 |                                                             | Artemisia campestris                          | artemcamp |
| zimostrázek alpský            | zimostrázek alpinský, zimostrázek horský, zimostrázek nízký | Polygala chamaebuxus                          | chamebux  |
| zimozelen okoličnatý          | zimozelen okolíkatý                                         | Chimaphila umbellata                          | chimab    |